# Aérospatiale Gazelle
Aérospatiale Gazelle je víceúčelový lehký vrtulník vyvinutý francouzským státním leteckým výrobcem Sud Aviation. Vznikl na základě požadavku francouzské armády. Zároveň byl zamýšlen jako náhrada za úspěšnou řadu Alouette II a Alouette III. Využíván byl jak ve vojenském, tak civilním sektoru. Svůj první let absolvoval roku 1967. Roku 1970 se Sud Aviation stal součástí společnosti Aérospatiale, která jej od roku 1971 sériově vyráběla. Licenční výrobu Gazelle zajišťoval britský výrobce Westland Helicopters. Do roku 1996 bylo vyrobeno 1775 vrtulníků Gazelle. SA 341G Gazelle je prvním vrtulníkem, který byl certifikován pro let podle přístrojů s jedním pilotem. Gazelle byl prvním vrtulníkem se zakrytým vyrovnávacím rotorem fenestron.

## Vývoj

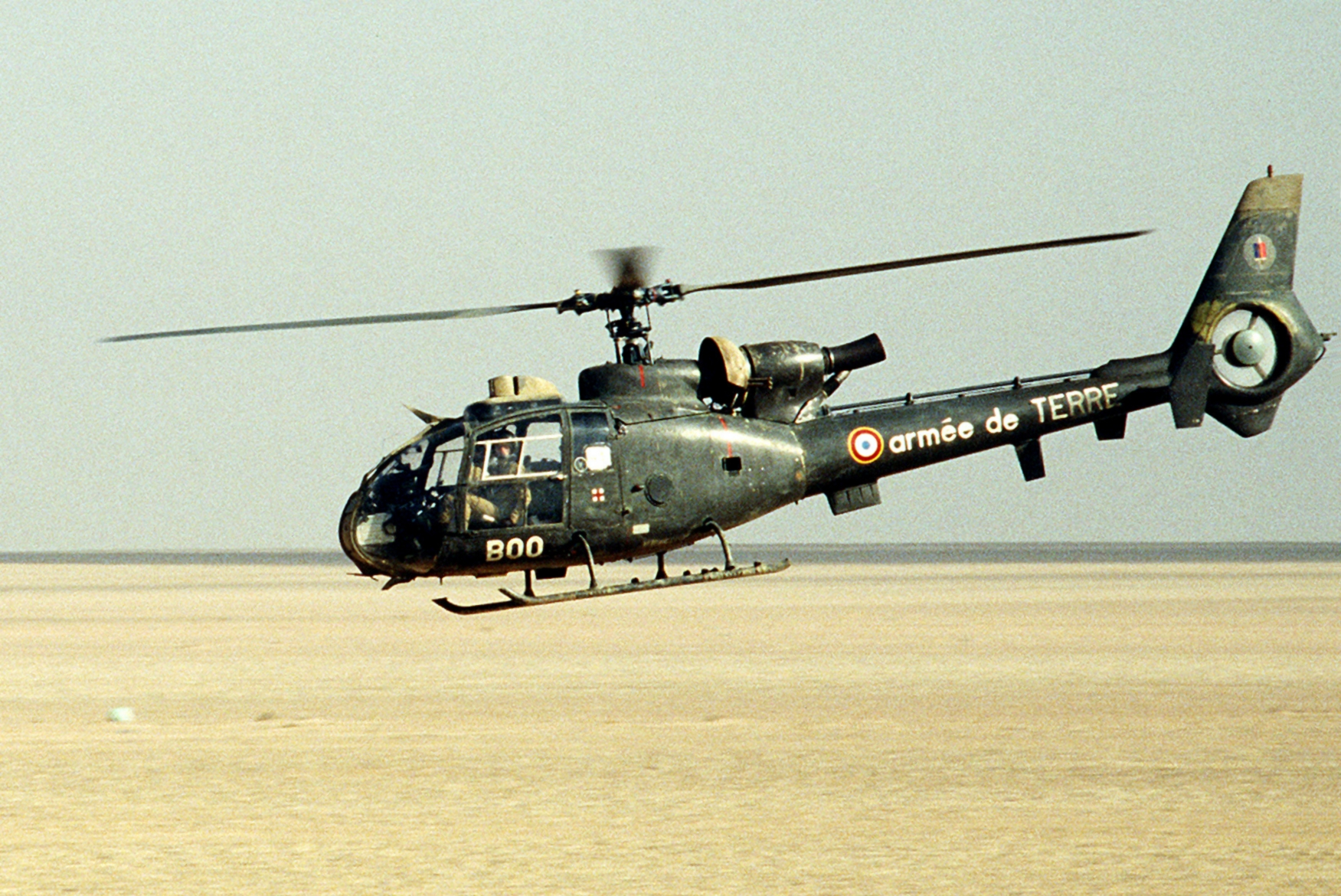
Francouzský armádní vrtulník SA341F2 Gazelle během války v Zálivu

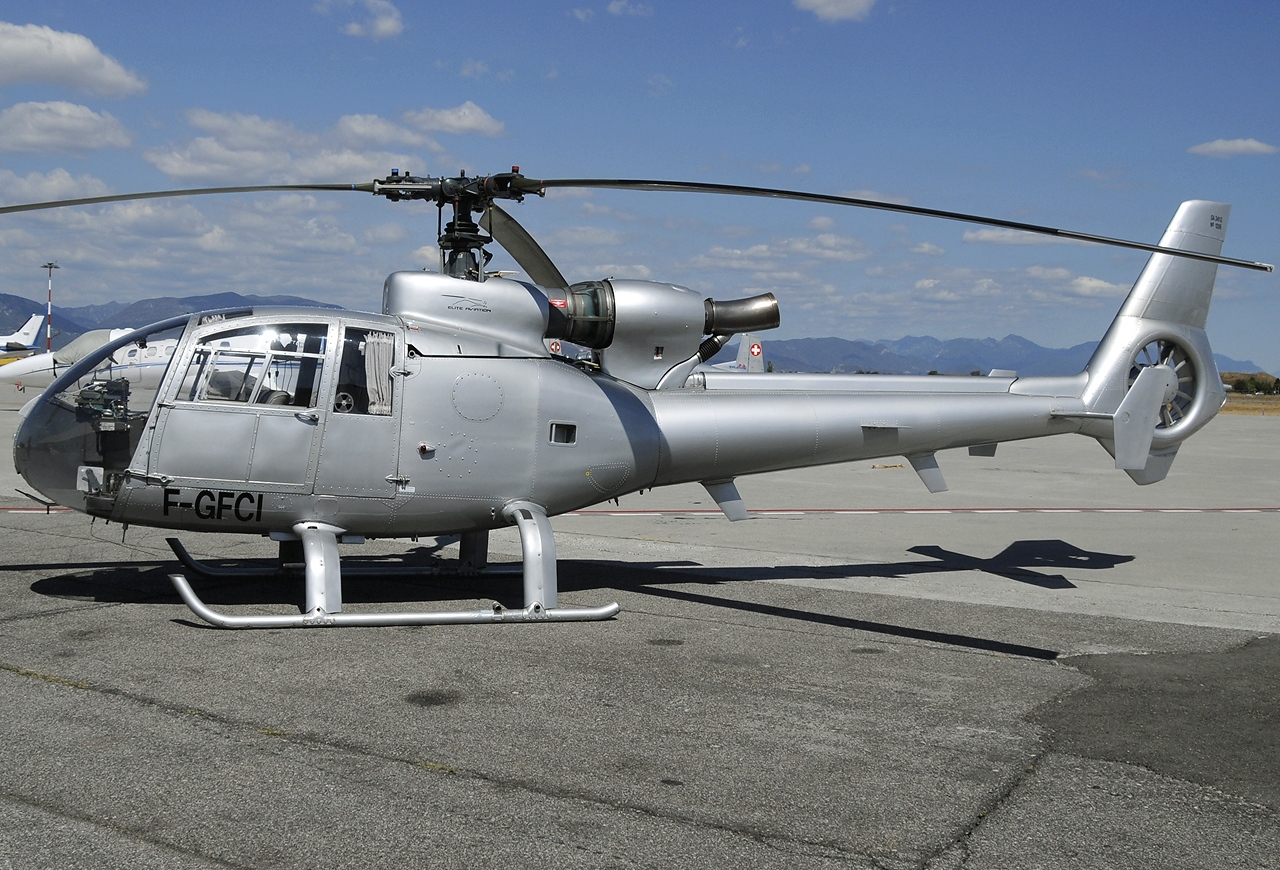
Civilní verze SA 341G

Vrtulník Gazelle vznikl na základě požadavku francouzské armády na nový spojovací a pozorovací vrtulník. Jeho konstrukce obsahovala několik moderních prvků, zejména zakrytý vyrovnávací rotor fenestron, který zlepšoval aerodynamiku vrtulníku, snižoval jeho hlučnost a naopak zvyšoval jeho bezpečnost.
Prototyp Sud Aviation SA 340 Gazelle (sériové číslo 340.001, imatrikulace F-WOFH) poprvé vzlétl 7. dubna 1967 z letiště Marseille Provence. V kokpitu seděl zkušební pilot Jean Boulet. Prototyp využíval motor Turboméca Astazou IIN (390 kW, 523 hp), pohonnou soustavu, ocasní rotor a přistávací ližiny vrtulníku Alouette II a nový třílistý kompozitový polotuhý hlavní rotor, který vycházel z rotoru německého vrtulníku MBB Bo 105. Později byl upravený prototyp využit ke zkouškám ocasního fenestronu se třinácti lopatkami.
Sériová výroba vrtulníku SA 341 Gazelle začala roku 1971. Výrobce Sud Aviation už v té době byl součástí koncernu Aérospatiale. Všestranný a výkonný vrtulník byl prodejně velmi úspěšný. V armádě se osvědčil jako spojovací a pozorovací, přičemž armády využívaly i ozbrojené lehké bojové verze.
Další vývoj vyústil v roce 1977 představením vylepšené verze SA 342 - tento model byl poháněn silnějším motorem Astazou XIV. Sériová výroba typu skončila roku 1996. Celkem bylo vyrobeno 1775 vrtulníků Gazelle. Ještě v roce 2025 vrtulníky Gazelle sloužily napříklade Franci, Egyptě a Libanonu.
Britské vojskové letectvo například využívá nevyzbrojený typ AH.Mk.1, a to pouze k vyhledávání tanků, které jsou následně ničeny bojovými vrtulníky Westland Lynx a Apache.

## Popis
Pohon zajišťoval turbohřídelový motor Turbomeca Astazou IIIA o výkonu 440 kW (590 hp). Vojenské vrtulníky Gazelle mohly být vyzbrojeny kulomety, 68mm nebo 70mm neřízenými raketami a protitankové vrtulníky nesly dvě až šest protitankových střel různých typů (AS.11, AS.12, HOT).

## Verze
- SA 340 – Prototyp vrtulníku.
- SA 341 – Vojenská verze vrtulníku.
- SA 341G – Civilní verze vrtulníku s motorem Astazou IIIA.
- SA 342 – Vylepšená verze SA 341.
- SA 342J – Civilní verze se zvýšenou užitečnou zátěží.

## Specifikace (SA 341 Gazelle)

### Technické údaje
Citováno dle
- Posádka: 1 pilot + 4 cestující
- Délka trupu: 9,53 m
- Délka celková: 11,97 m (s točícími se rotory)
- Výška: 3,19 m
- Průměr hlavního rotoru: 10,5 m
- Hmotnost prázdného stroje:
- Maximální vzletová hmotnost: 1800 kg
- Pohonná jednotka: 1× turbohřídelový motor Turbomeca Astazou IIIA
- Výkon pohonné jednotky: 440 kW (590 hp)

### Výkony
- Maximální rychlost: 310 km/h
- Cestovní rychlost: 264 km/h
- Dostup: 6096 m
- Stoupavost:
- Dolet: 670 km

### Výzbroj
- až 6 střel HOT
- 2 kulomety ráže 7,62 mm nebo 1 kanon GIAT M621 ráže 20 mm
- 2 střely AS.12
- raketnice s neřízenými střelami